# Каменькович, Евгений Борисович
Евге́ний Бори́сович Каменько́вич (род. 9 ноября 1954, Киев) — советский и российский театральный режиссёр, педагог. Художественный руководитель театра "Мастерская Петра Фоменко" (2012—н. в.). Профессор РИТИ, заслуженный деятель искусств Российской Федерации (2000).

## Биография
Родился в Киеве в семье режиссёра и хореографа Бориса Каменьковича (1921—2001) и оперного режиссёра Ирины Молостовой (1929—1999).
Учился в ГИТИСе, сначала на актёра (курс В. Андреева, 1976), затем на режиссёра (мастерская А. Гончарова, 1982).
С 1983 по 1992 годы — педагог актёрско-режиссёрской мастерской А. Васильева, с 1983 по 2001 год — мастерской П. Фоменко в РАТИ — ГИТИСе. В период 2000—2004 годов руководил актёрским курсом в Школе-студии МХАТ (среди его учеников Иван Жидков, Олег Соловьёв, Юлия Агафонова, Олеся Иванцова, Роман Хардиков, Клаудиа Бочар, Артём Григорьев, Дмитрий Куличков, Сергей Медведев, Ольга Бондарева, Александр Скотников. 
C 2001 года — педагог мастерской С. Женовача в РАТИ — ГИТИСе. C 2007 гогда вместе с Д. Крымовым — художественный руководитель мастерской совместного обучения актёров, режиссёров и сценографов на режиссёрском факультете РАТИ — ГИТИСа. Заместитель заведующего кафедрой режиссуры драмы РАТИ.
В 2012 году назначен художественным руководителем театра «Мастерская Петра Фоменко».

### Семья
- первая жена — Ирина Розанова (род. 1961), актриса[6];
- вторая жена — Полина Кутепова (род. 1971), актриса[7];
  - дочь — Надежда Каменькович (род. 1997)[7].

## Режиссёрские работы
- 1981 — «Иван-Царевич» Ю. Михайлова, Московский академический театр имени Владимира Маяковского
- 1987 — «Волшебный сон» Ю. К. Кима, Московский академический театр имени Владимира Маяковского
- 1983 — «Восемнадцатый верблюд» С. Алёшина, Московский академический театр Сатиры
- 1985 — «Роковая ошибка» М. Рощина, Московский академический театр сатиры
- 1987 — «Маленький гигант большого секса». Собственная инсценировка романа Ф. Искандера, Театр «Эрмитаж»
- 1991 — «Левый мастер» А. Буравского, Калифорнийский репертуарный театр
- 1992 — «Лес» А. Островского, Гильдхолльская школа музыки и драмы (Лондон)
- 1993 — «Молодые годы Людовика XIV» А. Дюма, Московский академический театр сатиры
- 1994 — «Тачка во плоти» П. Гладилина, Московском представительстве фирмы «Форд» (антреприза)
- 1994 — «Лу» Д. Джорджа, Независимый проект под патронажем Российского театрального агентства
- 1995 — «Свои люди — сочтёмся» А. Островского, Факультет искусств Манчестерского столичного университета
- 1997 — «Миледи» Ю. Волкова по роману А. Дюма «Три мушкетёра», Частная антреприза «Е»
- 2000 — «Плоды просвещения» Л. Толстого, Американская студии МХАТ
- 2001 — «Труп на теннисном корте» по пьесе Э. Шеффера, Московский государственный театр эстрады
- 2001 — «Ю» Оли Мухиной, МХТ им. А. П. Чехова
- 2004 — «Дети солнца» М. Горького, Школа-студия МХАТ
- 2004 — «Европа-Азия» братьев Пресняковых, Школа-студия МХАТ
- 2005 — «Marienbad» по роману Шолом-Алейхема, «Студия театрального искусства» п/р С. Женовача
- 2007 — «Страх и трепет» по пьесе Оли Мухиной, Российская академия театрального искусства, мастерская С. Женовача
- 2008 — «Белый кролик» Мэри Чейз, МХТ им. А. П. Чехова
- 2010 — «Джентльменъ» А. Сумбатова-Южина, «Современник»
- 2010 — «Злоречивые (Школа злословия)» Р. Шеридана, Российская академия театрального искусства, мастерская Е. Каменьковича и Д. Крымова
- 2011 — «Горбунов и Горчаков» И. Бродского, «Современник»
- 2012 — «Язычники» А. Яблонской, Театр имени М. Ермоловой

### Московский театр-студия под руководством Олега Табакова
- 1989 — «Затоваренная бочкотара» В. Аксёнова
- 1990 — «Учитель русского» А. Буравского
- 1997 — «Искусство» Я. Реза
- 1998 — «Любовь как милитаризм» П. Гладилина
- 2000 — «Любовные письма» А. Гурнея
- 2007 — «Затоваренная бочкотара» В. Аксёнова

### Мастерская Петра Фоменко
- 1990 — «Двенадцатая ночь» У. Шекспира
- 1994 — «Как важно быть серьёзным» О. Уайльда
- 1995 — «Школа для дураков» по С. Соколова, студия при театре «Мастерская П. Фоменко»
- 1997 — «Ю» Оли Мухиной,
- 1999 — «Варвары» М. Горького
- 1999 — «Аркадия» Т. Стоппарда, студия при театре «Мастерская П. Фоменко»
- 2002 — «Мотылёк» П. Гладилина
- 2005 — «Дом где разбиваются сердца» Б. Шоу
- 2006 — «Самое важное», по роману М. Шишкина «Венерин волос» — «Хрустальная Турандот»
- 2009 — «Улисс» Дж. Джойса
- 2010 — «Рыжий» по Б. Рыжему. Руководитель постановки.
- 2010 — «После занавеса» по пьесе А. Чехова «Медведь» и пьесе Брайана Фрила
- 2011 — «Русский человек на rendez-vous» по повести И. Тургенева «Вешние воды», руководитель постановки
- 2012 — «Дар» по роману В. Набокова, инсценировка и постановка
- 2013 — «Последние свидания», композиция по рассказам И. Бунина «Генрих», «Речной трактир», «Натали» и «Мадрид». Руководитель постановки
- 2014 — «Гиганты горы» Л. Пиранделло (совм. с П. Агуреевой)
- 2015 — «Современная идиллия» по одноимённому роману М. Салтыкова-Щедрина
- 2016 — «Волемир» Ф. Горенштейна
- 2017 — «Капитан Фракасс» по одноименному роману Т. Готье
- 2019 — «Король Лир» У. Шекспира
- 2021 — «Доктор Живаго» Б. Пастернака
- 2023 — «Двадцать третий» по роману Э.-М. Ремарка «Чёрный обелиск»

## Фильмография
- 1991 — Казус импровизус (режиссёр совместно с А. Суриковой)
- 2016 — Фонограф, (актёр)
- 2017  — Юрий Степанов. «И жизнь оборванной струной…», (актёр)

## Признание и награды
- 2000 — заслуженный деятель искусств Российской Федерации[5];
- 2010 — Премия имени К. С. Станиславского за педагогическую деятельность[5];
- 2013 — Премия Москвы в области литературы и искусства[5];
- 2016 — медаль ордена «За заслуги перед Отечеством» II степени[8].